# Ato de Sucessão à Coroa de 1707
O Ato de Sucessão à Coroa de 1707 (em inglês: Succession to the Crown Act 1707) é uma lei do Parlamento da Grã-Bretanha, que ainda está em vigor no Reino Unido, com algumas alterações. O seu título completo é "Uma Lei de Segurança da Pessoa de Suas Majestades e Governo e da Sucessão à Coroa da Grã-Bretanha na Linha Protestante."
A lei foi aprovada no momento em que o Parlamento estava ansioso para assegurar uma sucessão protestante, devido à morte de Rainha Ana para a Casa de Hanôver. Se o Parlamento estava reunido no momento da morte da monarca, então seria capaz de se reunir por mais seis meses a não ser dissolvido por um novo monarca legítimo. Se o monarca estava a morrer e o Parlamento não estava nessa altura reunido, então seria convocado imediatamente.
Ana morreu em 1 de agosto de 1714 e foi sucedida em resultado da Decreto de Estabelecimento de 1701 pelo eleitor de Hanôver Jorge Luís, como Jorge I da Grã-Bretanha, que chegou ao reino em 18 de setembro de 1714.